# 因果结构
在数学物理学中，洛伦兹流形的因果结构是指流形中两点间的因果关系。

## 简介
在现代物理学（特别是广义相对论）中，时空是用洛伦兹流形表示的。流形中两点之间的因果关系可以用来描述时空中哪些事件可以影响到其他的哪些事件。
闵可夫斯基时空是洛伦兹流形的简单代表。由于闵可夫斯基时空是平直的，因而其中两点之间的因果关系非常容易表示。
任意洛伦兹流形（可能是弯曲的）的因果结构由于曲率的存在会较为复杂。对于这些流形中的因果结构的讨论就得从有邻点对的光滑曲线的角度来描述：首先讨论曲线切向量的各种情况，然后给出因果关系的定义。

### 切向量
如果{\displaystyle \,(M,g)}是一个洛伦兹流形（流形{\displaystyle M}的度规为{\displaystyle g}），那么这个流形上任意点的切向量{\displaystyle X}就可以分为下属三种情况：
- 类时向量：{\displaystyle \,g(X,X)<0}
- 零向量或类光向量：{\displaystyle \,g(X,X)=0}
- 类空向量：{\displaystyle \,g(X,X)>0}

（度规的符号数为{\displaystyle (-,+,+,+,\cdots )}）。如果一个切向量是零向量或类时向量，那么它就是“非类空向量”。这里对各种切向量的命名方式是从闵可夫斯基时空中的情况推广而来的。

### 时间的可定向性
{\displaystyle M}中任意点的切空间中的类时切向量可以分为两类。在此之前需要先定义两个类时切向量的等价关系。
如果{\displaystyle X}和{\displaystyle Y}是一个点的两个类时切向量，那么在{\displaystyle \,g(X,Y)<0}时，{\displaystyle X}和{\displaystyle Y}是等价的（记作{\displaystyle X\sim Y}）。
此时有两个等价类可以包含这个点上的所有类时向量。其中一个可以称作“指向未来”，另一个则可称作“指向过去”。从物理意义上说，指定指向未来与指向过去的类时向量就是在选择这个点的时间箭头。指向未来类与指向过去类的定义可以通过连续性延伸到零向量。
那么如果在整个流形上都可以连续地给出非类空向量“指向未来”与“指向过去”的定义，这个洛伦兹流形就是时间可定向的 。

### 曲线
{\displaystyle M}中的“路径”是指{\displaystyle \mathbb {R} }中的连续映射{\displaystyle \mu :\Sigma \to M}（其中{\displaystyle \Sigma }是一个非退化区间，也就是包含多于一个点的连通集）。“光滑”路径{\displaystyle \mu }可以进行一定阶的微分（通常是{\displaystyle C^{\infty }}），而“正常”路径有非零导数。
{\displaystyle M}中的“曲线”是指路径的图像，或者更准确来说是通过再参数化给出的路径-图像等价类，也就是{\displaystyle \Sigma }的同胚或微分同胚。当{\displaystyle M}是时间可定向的时候，曲线在参数变化单调时就是“有朝向的”。
{\displaystyle M}中的光滑正常曲线（或路径）可以依据它们的切向量分类：
- 时序曲线（或类时曲线）：曲线中所有点的切向量是类时的。
- 零曲线：曲线中所有点的切向量是零向量。
- 类空曲线：曲线中所有点的切向量是类空的。
- 因果曲线（或非类空曲线）：曲线中所有点的切向量是类时向量或空向量。

{\displaystyle \Sigma }的正则性与非退化性确保所有时空中不会自然地存在闭合的因果曲线（比如由单独一点组成的因果曲线）。
如果流形可时间定向，那么非类空曲线还可以依据它们的时间朝向进一步分类：
- 指向未来：曲线上任一点的切向量是指向未来的。
- 指向过去：曲线上任一点的切向量是指向过去的。

下面定义只能用于因果曲线（即时序曲线或零曲线），因为只有类时向量与零向量才能给定时间指向：
- 闭合类时曲线是指任一点的切向量都是指向未来类时向量（或指向过去类时向量）的闭合曲线。
- 闭合零曲线是指任一点的切向量都是指向未来零向量（或指向过去零向量）的闭合曲线。
- 红移因子是指零测地线周围仿射参数变化率比值的和乐（英语：holonomy）。

### 因果关系
{\displaystyle M}流形中的两个点{\displaystyle x}和{\displaystyle y}有以下几类因果关系：
- {\displaystyle x}时序上先于{\displaystyle y}（常记为{\displaystyle \,x\ll y}）：从{\displaystyle x}到{\displaystyle y}存在一条指向未来的时序曲线。
- {\displaystyle x}因果上严格先于{\displaystyle y}（常记为{\displaystyle x<y}）：从{\displaystyle x}到{\displaystyle y}存在一条指向未来的因果（非类空）曲线。
- {\displaystyle x}因果上先于{\displaystyle y}（常记为{\displaystyle x\prec y}或{\displaystyle x\leq y}）：{\displaystyle x}因果上严格先于{\displaystyle y}或{\displaystyle x=y}。
- {\displaystyle x}定义（）{\displaystyle y}[2]（常记为{\displaystyle x\to y}或{\displaystyle x\nearrow y}）：{\displaystyle x\prec y}且{\displaystyle x\not \ll y}。

这些关系是可以传递的：
- 如果{\displaystyle x\ll y}且{\displaystyle y\ll z}，那么{\displaystyle x\ll z}。
- 如果{\displaystyle \,x\prec y}且{\displaystyle \,y\prec z}，那么{\displaystyle \,x\prec z}。

且满足
- 如果{\displaystyle x\ll y}，那么{\displaystyle x\prec y}。
- 如果{\displaystyle x\ll y}且{\displaystyle y\prec z}，那么{\displaystyle x\ll z}。
- 如果{\displaystyle x\prec y}且{\displaystyle y\ll z}，那么{\displaystyle x\ll z}。

对于流形{\displaystyle M}中的一点{\displaystyle x}可以定义：
- {\displaystyle x}时序上的未来（记作{\displaystyle \,I^{+}(x)}）：{\displaystyle \,I^{+}(x)=\{y\in M|x\ll y\}}（{\displaystyle M}中所有在时序上后于{\displaystyle x}的点组成的集合）。
- {\displaystyle x}时序上的未来（记作{\displaystyle \,I^{-}(x)}）：{\displaystyle \,I^{-}(x)=\{y\in M|y\ll x\}}（{\displaystyle M}中所有在时序上先于{\displaystyle x}的点组成的集合）。

类似还可以定义：
- {\displaystyle x}因果上的未来（也可以称作“绝对未来”，记作{\displaystyle \,J^{+}(x)}）：{\displaystyle \,J^{+}(x)=\{y\in M|x\prec y\}}（{\displaystyle M}中所有在因果上后于{\displaystyle x}的点组成的集合）。
- {\displaystyle x}因果上的过去（也可以称作“绝对过去”，记作{\displaystyle \,J^{-}(x)}）：{\displaystyle \,J^{-}(x)=\{y\in M|y\prec x\}}as（{\displaystyle M}中所有在因果上先于{\displaystyle x}的点组成的集合）。

从{\displaystyle x}可以通过一条指向未来的类时曲线到达{\displaystyle \,I^{+}(x)}中的任意点。类似地，还可以从{\displaystyle \,J^{-}(x)}中任意点通过一条指向未来的非类空曲线到达{\displaystyle x}。
在闵可夫斯基时空中，{\displaystyle \,I^{+}(x)}就是{\displaystyle x}处未来光锥的内部点组成的集合，而{\displaystyle \,J^{+}(x)}就是{\displaystyle x}处未来光锥的内部点及光锥上的点组成的集合。
{\displaystyle M}中任意{\displaystyle x}的{\displaystyle I^{+}(x)}、{\displaystyle I^{-}(x)}、{\displaystyle J^{+}(x)}以及{\displaystyle J^{-}(x)}就是{\displaystyle M}的因果结构。
对于{\displaystyle M}的子集{\displaystyle S}可以定义：
{\displaystyle I^{\pm }(S)=\bigcup _{x\in S}I^{\pm }(x)}
{\displaystyle J^{\pm }(S)=\bigcup _{x\in S}J^{\pm }(x)}
对于{\displaystyle M}的两个子集{\displaystyle S}与{\displaystyle T}可以定义：
- {\displaystyle S}相对于{\displaystyle T}的时序上的未来（记作{\displaystyle I^{+}(S;T)}）：子流形{\displaystyle T}中的{\displaystyle S}时序未来。需要注意这个概念与{\displaystyle I^{+}(S)\cap T}之间的差别（{\displaystyle T}中可以从{\displaystyle S}中的点通过指向未来的类时曲线到达的点的集合）。在第一种概念中，那条曲线必须在{\displaystyle T}裏面，而第二种则不用。
- {\displaystyle S}相对于{\displaystyle T}的因果上的未来（记作{\displaystyle J^{+}(S;T)}）：子流形{\displaystyle T}中的{\displaystyle S}因果未来。需要注意这个概念与{\displaystyle J^{+}(S)\cap T}之间的差别（{\displaystyle T}中可以从{\displaystyle S}中的点通过指向未来的因果曲线到达的点的集合）。在第一种概念中，那条曲线必须在{\displaystyle T}裏面，而第二种则不用。
- 未来集：在时序未来中的闭集。
- 过去集：在时序过去中的闭集。
- 不可分解过去集：不是由两个不同的开放真子集组成的并集的过去集。
- 不可分解过去真子集：{\displaystyle I^{-}(x)}。
- 不可分解过去端集（terminal indecomposable past set）：不是不可分解过去真子集的不可分解过去集。
- {\displaystyle S}的未来柯西发展（future Cauchy development，{\displaystyle D^{+}(S)}）：所有不可伸展的指向过去的因果曲线与{\displaystyle S}的交点{\displaystyle x}（至少穿过一次）组成的集合。类似还可定义过去柯西发展。柯西发展是未来柯西发展与过去柯西发展的并集。柯西发展对于决定论研究非常重要。
- 子集{\displaystyle S\subset M}与时间无关（achronal），当不存在{\displaystyle q,r\in S}使{\displaystyle r\in I^{+}(q)}，或等价地，当{\displaystyle S}与{\displaystyle I^{+}(S)}无交集。
- 柯西面是柯西发展为{\displaystyle M}的时间无关闭集。
- 度规如果可以展开成一层层柯西面，那它就是全局双曲的。
- 时序破坏集（chronology violating set）：闭合类时曲线经过点组成的集合。
- 因果破坏集（casual violating set）：闭合类时曲线经过点组成的集合。
- 对于因果曲线{\displaystyle \gamma }，其因果核（causal diamond）定义为{\displaystyle J^{+}(\gamma )\cap J^{-}(\gamma )}（这里我们将“曲线”宽泛地定义为点集）。换句话说，一个粒子的世界线{\displaystyle \gamma }的因果核是{\displaystyle \gamma }上同时在某点过去以及未来的事件集合。

### 性质
因果结构还存在以下性质
- {\displaystyle x\in \,I^{-}(y)}当且仅当{\displaystyle y\in I^{+}(x)}
- {\displaystyle x\prec y\implies I^{-}(x)\subset I^{-}(y)}
- {\displaystyle x\prec y\implies I^{+}(y)\subset I^{+}(x)}
- {\displaystyle I^{+}[S]=I^{+}[I^{+}[S]]\subset J^{+}[S]=J^{+}[J^{+}[S]]}
- {\displaystyle I^{-}[S]=I^{-}[I^{-}[S]]\subset J^{-}[S]=J^{-}[J^{-}[S]]}
- “定义”（horismos）可以由零测地线全等推出。

还具有以下拓扑学性质：
- 对所有{\displaystyle x\in M}，{\displaystyle I^{\pm }(x)}是开集。
- 对所有{\displaystyle S\subset M}，{\displaystyle I^{\pm }[S]}是开集。
- 对所有{\displaystyle S\subset M}，{\displaystyle I^{\pm }[S]=I^{\pm }[{\overline {S}}]}。这里{\displaystyle {\overline {S}}}是{\displaystyle S}的闭包。
- {\displaystyle J^{\pm }[S]\subset {\overline {I^{\pm }[S]}}}

## 共形几何
两个度规{\displaystyle \,g}和{\displaystyle {\hat {g}}}在对实函数{\displaystyle \Omega }（共形因子）存在{\displaystyle {\hat {g}}=\Omega ^{2}g}时是共形相关的。
考察对类时（零或类空）切向量的定义，可以得到无论使用{\displaystyle \,g}还是{\displaystyle {\hat {g}}}时，它们不会发生改变。比如，切向量{\displaystyle X}在使用度规{\displaystyle \,g}时是类时的，也就是说{\displaystyle \,g(X,X)<0}，那么{\displaystyle {\hat {g}}(X,X)=\Omega ^{2}g(X,X)<0}。因此{\displaystyle X}在使用度规{\displaystyle {\hat {g}}}时也是类时的。
由此可以得到，一个洛伦兹流形的因果结构不受共形变换的影响。

## 引注
1. ↑  Hawking & Israel 1979，第255頁
2. ↑  Penrose 1972，第15頁
3. 1 2 3 4  Penrose 1972，第12頁
4. ↑  Penrose 1972，第13頁
5. ↑  Hawking & Ellis 1973，第42頁

## 延伸阅读
- G. W. Gibbons; S. N. Solodukhin. . 2015. arXiv:hep-th/07030983  请检查|arxiv=值 (帮助) |class=被忽略 (帮助).
- S.W. Hawking; A.R. King; P.J. McCarthy. . J. Math. Phys. 1976, 17 (2): 174－181  [2021-01-18]. （原始内容存档于2013-01-13）.
- A.V. Levichev. . Soviet Math. Dokl. 1987, 35: 452－455.
- D. Malament. . J. Math. Phys. 1977, 18 (7): 1399－1404  [2021-01-18]. （原始内容存档于2013-01-12）.
- A.A. Robb. . Cambridge University Press. 1914.
- A.A. Robb. . Cambridge University Press. 1921.
- A.A. Robb. . Cambridge University Press. 1936.
- R.D. Sorkin; E. Woolgar. . 1999. arXiv:gr-qc/95080183  请检查|arxiv=值 (帮助) |class=被忽略 (帮助).